# 真境名安興

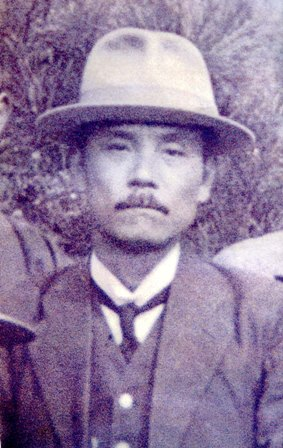
真境名安興

真境名安興（1875年5月20日—1933年12月28日），唐名毛居易，童名樽金，號笑古、柳月沖繩學學者。他與伊波普猷、東恩納寬惇並稱為戰前沖繩學的御三家。

## 生平
真境名安興出生在首里桃原村（今桃原町）的毛氏真境名家。毛氏真境名家是琉球五大名門之一毛氏池城殿內的分家。真境名安興的父親為毛在桐（真境名里之子親雲上安布），母親為毛氏真牛。他是家中的次子，但由於長兄安宏過繼給了真境名家的本家，真境名安興遂成為了家中的嗣子。
真境名安興曾在首里小學校、沖繩縣師範學校附屬小學校念書，1891年進入沖繩縣尋常中學校（後為縣立一中）學習，與伊波普猷是同學。曾因參加學生運動而被退學，後來得到了復學的准許。
畢業後先後在琉球新報、沖繩每日新聞、沖繩朝日新聞各社當記者。1898年當上沖繩縣首里區書記，以後成為公務員。1924年取代伊波普猷，成為沖繩縣立圖書館第二任館長。
曾與伊波普猷共著《琉球五偉人》（1916年）、《沖繩女性史》（1919年）。代表作《沖繩一千年史》（1923年）等。以博學強記著稱，人稱「沖繩史的百科全書」。